# Passatwolke

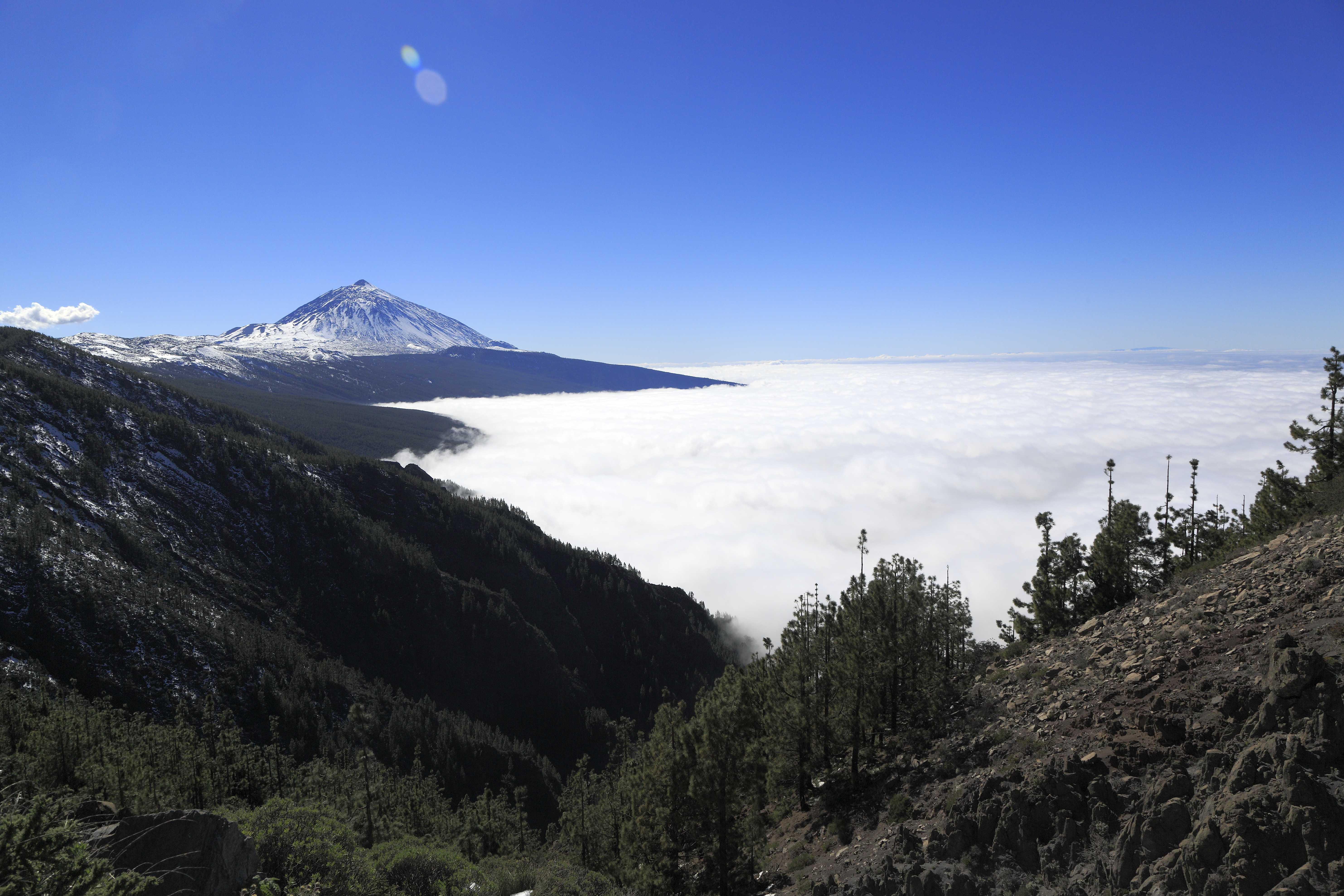
Bis in etwa 1400 m Höhe reichende Passatwolken über dem Westen Teneriffas, links der Teide

Passatwolken entstehen durch Abkühlung und Feuchtigkeitsaufnahme des trockenen Passatwinds über der in den östlichen Bereichen der Ozeane relativ kalten Meeresoberfläche. Es handelt sich dabei um Haufenwolken, typischerweise Cumulus humilis oder Cumulus mediocris, die als Schönwetterwolken gelten.
Charakteristisch für Passatwolken ist die einheitliche Höhe der Wolkenobergrenze, die typischerweise bei 1000 bis 1500 Metern liegt und damit die Höhenlage der Passatinversion anzeigt In den Staulagen von Gebirgen können die Wolken auch höher aufsteigen, die Passatinversion begrenzt aber auch hier einen weiteren Aufstieg, so dass auch in diesem Fall bestenfalls ein leichter Sprühregen auftreten kann. Nachts lösen sich die Passatwolken meist wieder auf, vor allem über Land.

## Einzelheiten zur Entstehung
In den östlichen Bereichen der tropischen Ozeane ist die Passatinversion am stärksten. Hier sorgen die absinkenden Luftmassen der Hadley- bzw. Walker-Zirkulation und die Land-See-Zirkulation für eine besonders tiefe Lage der Absinkinversion. Unter dieser bildet sich hier eine dünne, sehr einheitliche Schicht aus Stratocumulus-Wolken in der marinen atmosphärischen Grenzschicht. In diesen Gebieten sind die Temperaturen der Wasseroberfläche durch den Auftrieb von kühlerem, tiefem Wasser relativ niedrig. Infolge der tief liegenden Inversion und der kühlen Wassertemperatur steigt der Feuchtigkeitsgehalt in der marinen Grenzschicht stark an, wodurch die Sättigung erreicht wird und sich diese Wolken in einem großen Gebiet der östlichen tropischen Ozeane bilden.
Weiter westwärts, weg von der Küste, wird die Absenkung schwächer, die Meeresoberflächentemperatur steigt und die Wolken in der Grenzschicht werden kumulusartiger, bleiben jedoch häufig zunächst von Stratocumulus bedeckt. Noch weiter
in Windrichtung verschwinden die Stratocumuluswolken und die klassischen Passatwolken entwickeln sich, also „bauschige“ Kumuluswolken mit aktivem vertikalen Transport von Feuchtigkeit und Wärme. Diese werden die vorherrschende Erscheinung und erstrecken sich über eine große Region, bis in den Konvergenzzonen weitreichende Konvektion dominiert.

## Bedeutung für das Klima
Passatwolken finden sich über etwa 20 Prozent der Erdoberfläche. Da sie an ihrer Oberseite das Sonnenlicht reflektieren, vermindern sie die Erwärmung der Erdoberfläche durch Sonneneinstrahlung. Klimamodelle haben große Schwierigkeiten
mit der Simulation von niedrigen Wolken  über dem subtropischen Meeren, also insbesondere den Passatwolken.
Bisher wurde erwartet, dass diese Wolken durch die Globale Erwärmung weniger werden und damit diese verstärken, diese Entwicklung also eine positive Rückkopplung darstellt. Eine 2022 veröffentlichte Studie, die auf empirischen Daten basiert, kommt jedoch zum Ergebnis, dass die Passatwolken weniger sensibel auf die Klimaveränderung reagieren als bisher angenommen.